# Битка код Мортаре
Битка код Мортаре (21. марта 1849), аустријска победа у Првом рату за уједињење Италије.

## Позадина

### Устанак у Милану и Венецији
На глас о Бечкој револуцији, 18. марта 1848. побунили су се грађани Милана и после петодневних борби 23. марта протерали аустријски гарнизон од око 23.000 људи са фелдмаршалом Јозефом Радецким, командантом аустријских снага у Италији. Истог дана ослободила се Аустријанаца и Венеција, а Пијемонт је објавио рат Аустрији. Тиме су почели италијански ратови за уједињење.

### Супротстављене снаге
Под притиском револуцинарних покрета у градовима, главнина аустријске војске груписала се у утврђеном четвороуглу (Верона-Пескјера-Мантова-Лењаго), укупно око 70.000 људи подељених у 2 корпуса. Од тога је код Вероне 12.000 људи чувало прелазе на реци Минчо, 12.000 је било у тврђавама, а 8.000 код Пастренга ради везе са Тиролом. Пијемонт је формирао 2 корпуса, у свему 35 батаљона и 25 ескадрона са 120 топова. Учешће других италијанских држава било је слабоː напуљски краљ дао је 2 дивизије, али је наредио њихово повлачење, тако да је генерал Г. Пепе отишао у Венецију са свега неколико стотина добровољаца. Папа је упутио 2 дивизије, око 20.000 људи, Тоскана је дала мали одред редовне војске и добровољце, а Модена и Парма упутиле су мале одреде.

### Италијанска офанзива
Када се сазнало да су Аустријанци напустили Милано, два одреда Пијемонтеза јачине по 4.000 људи су већ 25. марта кренула правцем Милано-Бреша и Павија-Лоди. У борби 8. и 9. априла они су одбацили аустријску заптитницу код Гоита и Монцамбана и овладали прелазима на реци Минчо. За то време, главнина италијанске војске (око 60.000, од тога 45.000 Пијемонтеза) окупила се код Кремоне, али је било потребно неко време да се ове трупе организују. Тек 28. априла Италијани су без отпора заузели висове између Минча и Адиђа, а једна дивизија опсела је Пескијеру. Аустријанци су се груписали код Веронеː њихов одред код Пастренга Италијани су одбацили на леву обалу Адиђе 20. априла и заузели висораван Риволи. Да би се искористио морални ефекат тог успеха, сва војска кренула је 6. маја у неколико колона концентрично ка Верони, да би се Радецки измамио из тврђаве кад га грађани Вероне буду напали из позадине. Операција је названа офанзивно извиђање. Радецки је стварно изашао са главнином, што је довело до битке код Санта Лучије. Италијани су одржали положај, али су се ипак повукли пошто се грађани Вероне нису дигли на устанак. После тога операције су застале.

### Аустријска офанзива и примирје
Када је добио појачања, Радецки је 27. маја са 40.000 људи бочним маршем пошао на Мантову, да би одатле напао Италијане у десни бок и позадину. Италијани нису приметили ништа, заварани аустријским демонстрацијама пред Вероном. Радецки је 29. маја наставио марш из Мантове и одбацио неколико тосканских (студентских) батаљона са линије Куртатоне-Монтанара, а 30. маја пре подне дао је трупама одмор, одложивши даље операције за поподне. То је омогућило Италијанима да се групишу код Гоита, где су Аустријанци 30. маја поподне наишли на несавладив отпор. Истог дана италијанске снаге ослободиле су Пескијеру. Сазнавши за то, Радецки се ноћу 3/4. јуна вратио у Мантову. Пошто је у бици код Виченце 10. јуна потукао Пијемонтезе, Радецки је кренуо против папске војске да би ослободио своје комуникације. Тиме је поново задобио контролу над свом Венецијом, осим града.
Пошто је добио појачања, Радецки је поново кренуо у офанзиву 2. јула, што је довело до тродневне битке код Кустоце 25-27. јула. Потучени Пијемонтези повукли су се према Милану. У гоњењу Радецки је одбацио њихове крилне одреде код Креме, Лодија и Волте, а затим 4. августа и главнину која се груписала за одбрану Милана. Користећи се тродневним примирјем Пијемонтези су прешли границу на Тичину, а 9. августа потписано је друго, трајно примирје на неодређено време, с осмодневним отказним роком.

## Битка
После истека примирја, операције су настављене 20. марта 1849. Под претпоставком да ће се Аустријанци повући на реку Минчо, Пијемонтези су одлучили да крену са главнином својис снага правцем Новара-Милано. Међутим, Аустријанци су одлучили да свим снагама форсирају реку Тичино код Павије, а одатле да крену на север ради напада у десни бок пијемонтских снага. Пијемонтези су обрнули фронт на линију Виђевано-Мортара. Аустријанци су стигли на ту линију с јачим снагама но што су Пијемонтези дотле успели да прикупе. Аустријски 1. корпус одбацио је 21. марта пијемонтску 1. дивизију на Виђевано, а истог дана 2. корпус напао је пијемонтски 1. дивиизију и Резервну дивизију код Мортаре. Борба је почела у 4 сата поподне. До мрака су се Аустријанци пробили у Мортару, где су се развиле ноћне борбе. Покушај Пијемонтеза да поврате град противнападом претрпео је неуспех, па су се повукли на Новару, где је дошло од речавајуће битке. Губици Пијемонтеза износили су 500 мртвих и рањених и 2.000 заробљених, а Аустријанци су изгубили око 190 људи.